# Jet d'Eau
Jet d'Eau  er det højeste springvand i Europa. Det ligger ved Quai du Général-Guisan i Genève i Schweiz. Den er et af byens vigtigste landemærker, og ligger hvor Genfersøen går ud i floden Rhône.
Elektriske pumper med en effekt på 1300 hk (næsten 1MW) sender vand 130 m op i luften. Diameteren ved dysen er 10 cm. På et givet tidspunkt er omkring 7 tons vand i luften. Da fontænen blev indviet i 1891 var vand højden 30 m. I 1951 blev den opgraderet til sin nuværende højde.  Det  blev flyttet til sin nuværende placering i 1891 i forbindelse med Schweitz' 600-års-jubilæum.

## Eksterne kilder og henvisninger
- Wikimedia Commons har flere filer relateret til Jet d'Eau
- Jet d'eau, Geneva

46°12′26″N 6°09′22″Ø / 46.20722°N 6.15611°Ø